# Ophiorrhiza subrubescens
Ophiorrhiza subrubescens är en måreväxtart som beskrevs av Emmanuel Drake del Castillo. Ophiorrhiza subrubescens ingår i släktet Ophiorrhiza och familjen måreväxter. Inga underarter finns listade i Catalogue of Life.